# Зотовы (Слободской район)
Зотовы — деревня в Слободском районе Кировской области в составе Стуловского сельского поселения.

## География
Находится на расстоянии примерно 1 км на запад от юго-восточной окраины районного центра города Слободской.

## История
Известна с 1678 года как пустошь Михалев Погост с 2 дворами. В 1764 году здесь (уже деревня Михалев Погост) учтено 7 жителей из государственных крестьян. В 1873 году здесь (деревня Михалев Погост или Зотовцы) учтено дворов 5 и жителей 31, в 1905 6 и 45, в 1926 7 и 40, в 1950 6 и 41. В 1989 году проживало 147 человек.

## Население
Постоянное население составляло 115 человек (русские 100 %) в 2002 году, 122 в 2010.